# Korjenizacija
Korjenizacija je bila sovjetska nacionalna politika usmjerena prema neruskim autohtonim narodima Sovjetskog Saveza, odnosno četrnaest neruskih sovjetskih republika i titularnim narodima autonomnih sovjetskih socijalističkih republika Ruske SFSR. Iako je prestala biti službena politika poslije 1930-ih, korjenizacija je činjenično bila politika neruskih dijelova Sovjetskog Saveza. Korjenizacija je jačala nacionalni identitet, promicala uporabu mjesnih jezika i stvarala izvornu nomenklaturu.
Jezična i kulturalna rusifikacija ostala je i dalje veliki problem, a Rusi su i dalje vodili sekundarne položaje u svakoj političkoj, industrijskoj, obrazovnoj i znanstvenoj hijerarhiji. Korjenizacija je udarila temelj razvoju nacionalizma 1980-ih u vrijeme perestrojke i glasnosti. U vrijeme demokratizacije, nacionalne elite su napustile komunizam i prihvatile populizam ili rusofobiju s ciljem osiguranja položaja ili promicanja političko-gospodarskih ciljeva.

## Uvođenje
Korjenizacija je u Sovjetski Savez uvedena kao preventivna nacionalna politika koja bi ublažila i spriječila razvoj nacionalizma neruskih naroda u Sovjetskom Savezu, koji su prethodno bili potlačeni kao neruski kolonijalni narodi u Ruskom Carstvu. Njome se tim narodima trebao dati nacionalni teritorij, promicati mjesni jezici, elite i kulture. Boljševici su u sklopu politike dekolonizacije razvili pojam "kulturne zaostalosti", te su vjerovali da je caristička Rusija svojom kolonijalističkom politikom pogoršala takvo stanje. Boljševičko vjerovanje u jedan put napretka i ideja kulturne zaostalosti ukazivali su da su sovjetski narodi na različitim točkama tog puta. Njihovo ciljanje da dramatično ubrzaju modernizaciju bivšeg Ruskog Carstva podrazumijevalo je industrijalizaciju, urbanizaciju, sekularizaciju, obrazovanje, opću pismenost i narodnu teritorijalnost. Boljševici su shvaćali da su neki njihovi narodi "zaostali", naročito istočni, a izraz "kulturalna" dodan je kako bi se izbjegle rasističke implikacije. Prema tome, modernizacija Sovjetskog Saveza podrazumijevala je i neke posebne mjere, koje su obećane rezolucijom o nacionalnostima iz 1923., u kojoj su se obvezali prevladati "stvarnu gospodarsku i kulturalnu nejednakost", između naprednih i zaostalih naroda Sovjetskog Saveza. Armenski sovjetski prvak, Aleksandar Mjasnikjan, zvan "Lenjin Kavkaza", ukazao je da je pitanje jezika i obrazovanja Ahilova peta komunizma.
Pitanje koji su sovjetski narodi usporedbi s kim su bili kulturno zaostali bilo je vrlo užareno. Prihvaćeno je da su Rusi bili narod koji se smatrao razvojnim modelom za druge narode, no bilo je jasno da oni nisu najrazvijeniji narod. Status najnaprednijih pripao je zapadnim nacionalnim manjinama, Nijemcima, Poljacima, Fincima i sl. Rusi su svrstani u isti stupanj naprednosti kao Bjelorusi, Ukrajinci, Židovi, Gruzijci i Armenci, iako su potonja dva naroda smatrani istočnim i zaostalim kada se govorilo o feudalnim običajima. Linija razdvajanja na kulturno napredne i zaostale crtala se prema zastupljeni pismenih u pojedinim narodima, a prema kojoj su najnapredniji bili baltički narodi, Estonci, Latvijci i Litvanci, Židovi, potom Nijemci, Poljaci, Rusi, Ukrajinci itd.
Među zaostalijim narodima bili su nomadski narodi, a najzaostalijima smatrani su autohtoni narodi Sjevera. No, službena granica između naprednih i zaostalih nacionalnosti nije objavljena do 1932. Tada se pojavila kontroverza oko toga tko je bio podoban popuniti savezne sveučilišne pristupne kvote za kulturno zaostale nacionalnosti. Komesarijat obrazovanja potom je konačno objavio službeni popis devedeset sedam kulturno zaostalih nacionalnosti. Između ostalih, na listi zaostalih nacionalnosti našli su se Kazaci, Moldavci, Tadžici, Turkmeni, Azeri i Uzbeci.
Potom su se javile dvije bitne posljedice između podjele na istočne i zapadne nacionalnosti u sklopu korjenizacije. Prva posljedica bila je prevelika razlika u razvijenosti između istočnih i zapadnih republika. Tu razliku istakao je i gruzinski komunist Avel Enukidze u Orgbirou tijekom rasprave o korjenizaciji 1927. Uočio je postojanje dvaju sustava, te je istaknuo da je razlog tomu viši postotak pismenosti u zapadnim republikama nego u istočnim, što je olakšalo promicanje i obuku zapadnih kadrova, dok je mala pismenost u istočnim republikama to uvelike otežavala. Enukidzeov prijedlog bio je uspsotavljanje posebnih nacionalnih tečaja u istočnim republikama kako bi se stvorio zadovoljavajući kadar. Tako su se istočne republike više usredotočile na afirmativno djelovanje, a zapadne na jezičnu korjenizaciju, kako je provođeno primjerice u Ukrajinskoj i Bjeloruskoj SSR. U Ukrajini je u sklopu politike korjenizacije provođena ukrajinizacija, koja je neuspješno pokušala zaustaviti uplitanje saveznih instutucija koje su sabotirale ukrajinizaciju.
Upravo suprotno događalo se u istočnim republikama. Kako su obuka narodnog kadra i opća naobrazba pučanstva bili skupi i kako su istočna nacionalna područja imala malo neovisnih resursa, istočne republike skupljale su savezno uplitanje u vidu očajno potrebne novčane pomoći. U tome su se uvelike oslanjale na retoriku "kulturalne zaostalosti" i obećanje središnjih vlasti da će im pomoći da stignu napredne republike. Sovjetski Istok bio je mjesto gdje su se javila dva bitna pitanja u sovjetskoj nacionalnoj politici. Prvo pitanje bilo je mogu li istočne republike obrnuti učinke carističkog kolonijalizma izbacivanjem slavenskih useljenika i davajući kategoričke preferencije autohtonom narodu u raspodjeli zemlje. No, takvo što bilo je odbačeno, a najžešće borbe oko ovog pitanja vodile su s u Kazakstanskoj SSR. Drugo pitanje je bilo treba li opća privrženost središnjih vlasti u novnačnoj i ekonomskoj pomoći neruskim republikama biti preoblikovana u pravo na preferencijalnu pomoć izraženu u zasebnom proračunu za pomaganje kulturno zaostalim republikama. Zbog ovog pitanja vodila se borba oko uspostave i institucionaliziranja zasebnog "kulturalnog fonda" radi pomoći neruskim republikama kako bi implementirale korjenizaciju.